# Cantó de Pau-Centre
El cantó de Pau-Centre és un cantó del departament francès dels Pirineus Atlàntics, a la regió de la Nova Aquitània. Està enquadrat al districte de Pau i compta amb 1 sol municipis.

## Municipis
Una part de la comuna de Pau

## Història
| Data d'elecció                               | Nom              | Partit           | Qualitat |
| -------------------------------------------- | ---------------- | ---------------- | -------- |
| 1973                                         | Yves Baradat     | PS               |          |
| 1979                                         | Yves Baradat     | PS               |          |
| 1985                                         | Jean-Pierre Caye | RPR              |          |
| 1992                                         | Jean-Pierre Caye | RPR              |          |
| 1998                                         | Josiane Poueyto  | PS               |          |
| 2004                                         | Josiane Poueyto  | PS després MoDem |          |
| Les dades anteriors a 1973 no són conegudes. |                  |                  |          |
|                                              |                  |                  |          |